# Sous-préfecture de Jaçanã/Tremembé
La sous-préfecture de Jaçanã/Tremembé est régie par la loi no 13999 du 1er août 2002 et est l'une des 32 sous-préfectures de la municipalité de São Paulo. 
Elle comprend deux districts : Tremembé et Jaçanã, qui représentent ensemble une superficie de 64,1 km2, et est habités par plus de 291 000 personnes.
Actuellement, le sous-préfet est le publiciste Carlos Eduardo de Lacerda e Silva.